# Gare de Domérat
La gare de Domérat est une gare fermée de la ligne de Montluçon à Saint-Sulpice-Laurière située sur le territoire de la commune de Domérat, dans le département de l'Allier, en région Auvergne-Rhône-Alpes.

## Situation ferroviaire
Établie à 258 m d'altitude, la gare fermée de Domérat est située au point kilométrique (PK) 331,274 de la ligne de Montluçon à Saint-Sulpice-Laurière, entre les gares de Montluçon-Ville et d'Huriel.

## Service des voyageurs
Gare fermée.

## Patrimoine ferroviaire
L'ancien bâtiment voyageurs est toujours présent.